# 什切齊內克縣

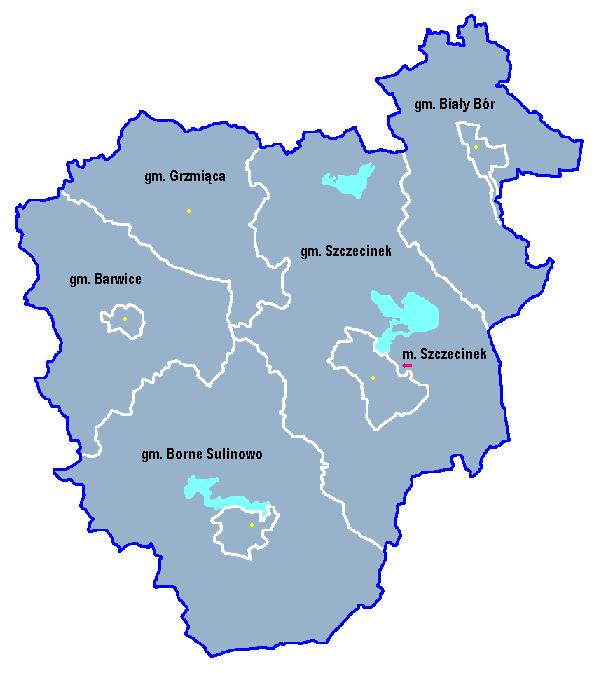

53°43′N 16°41′E / 53.717°N 16.683°E
什切齊內克縣（波蘭語：Powiat szczecinecki），是波蘭的縣份，位於該國西北部，由西波美拉尼亞省負責管轄，首府設於什切齊內克，面積1,765平方公里，2006年人口77,232，人口密度每平方公里44人。